# Karl Moritz von Beurmann
Karl Moritz von Beurmann (Potsdam, 28 de julio de 1835 - Mao, febrero de 1863) fue un explorador  alemán.

## Biografía
Comenzó su carrera militar en 1853, pero inspirado por los viajes de Heinrich Barth, decidió dedicarse a la exploración de África. Comenzó a aprender lenguas semíticas con la intención de viajar a las regiones menos conocidas de África en esa época.
En la primavera de 1860, viajó hasta Egipto y remontó el curso del Nilo hasta la Baja Nubia. Luego recorrió el desierto de Nubia y llegó a Suakin, puerto sudanés del mar Rojo. Visitó también la ciudad comercial de Kassala y llegó hasta la capital sudanesa, Jartum. 
Regresó a Alemania en 1861 y publicó el relato de sus viajes con el título Reisen in Nubien und dem Sudan 1860 und 1861 [Viajes por Nubia y Sudán 1860 y 1861] , en Petermann's Geographische Mitteilungen [Informes geográficos de Petermann].
Posteriormente decidió investigar el destino del viajero alemán Eduard Vogel, que había desaparecido en el Imperio uadai, en el actual Chad. En febrero de 1862 partió de Trípoli, viajó por el desierto del Sáhara hacia el sur, llegó a finales de agosto a la ciudad oasis de Murzuk y luego en septiembre a Kukawa, la capital del Imperio Kanem-Bornu. Allí quedó retenido varios meses, pues la situación política no le permitía avanzar hacia el Imperio uadai. A pesar de las dificultades económicas y los episodios de fiebre,  intentó alcanzar su objetivo, llegando a finales de 1862 al extremo norte del lago Chad. Llegó hasta Mao, ya en la frontera con el Imperio uadai, localidad en la que fue torturado y asesinado en febrero de 1863. 
El glosario que Beurmann elaboró sobre el idioma tigriña del pueblo tigray fue editado y publicado póstumamente por Adalbert Merx como Glossar der Tigrésprache [Vocabulario de la lengua tigré] en 1868.